# Jens Ole McCoy
Jens Ole Wowk McCoy (født 25. november 1994 på Christianshavn) er en dansk producer, der er bedst kendt som en del af hiphopduoen Ukendt Kunstner. Han er også bror til Morten McCoy, den ene halvdel af jazzduoen Bremer/McCoy.

## Baggrund
Han er født på Christianshavn og boede der indtil han blev seks år, derefter flyttede han til Hellerup.

## Karriere
Efter Ukendt Kunstner gik fra hinanden i 2017, komponerede han soundtracket til filmen Underverden i 2017. Han producerede Noah Carters andet album 2nd Demo i 2018. Kombinationen af Noah Carter og Jens Ole McCoy blev påpeget af Gaffa, som mente, Jens Ole McCoy som producer “er et scoop i sig selv. Hans drømmende pianoer, der ofte møder bløde trap-inspirerede trommelinjer af høj, høj kvalitet giver umiddelbart god mening at dele med Noah Carter”. Gaffa tildelte albummet fire ud af seks stjerner.